# Листопадівська сільська рада
Листопа́дівська сільська́ ра́да — адміністративно-територіальна одиниця та орган місцевого самоврядування в Новомиргородському районі Кіровоградської області. Адміністративний центр — село Листопадове.

## Загальні відомості
- Територія ради: 40,26 км²
- Населення ради: 1544 особи (станом на 2001 рік)

## Населені пункти
Сільській раді підпорядковані населені пункти:
- с. Листопадове
- с. Андріївка

## Склад ради
Рада складається з 12 депутатів та голови.
- Голова ради: Скочко Володимир Васильович
- Секретар ради: Совенко Ольга Сергіївна

### Керівний склад попередніх скликань
| Прізвище, ім'я, по батькові | Основні відомості                                                                | Дата обрання | Дата звільнення |
| --------------------------- | -------------------------------------------------------------------------------- | ------------ | --------------- |
| Скочко Володимир Васильович | Сільський голова, року народження, член Соціалістичної партії України            | 26.03.2006   | 31.10.2010      |
| Скочко Володимир Васильович | Сільський голова, 1956 року народження, освіта середня спеціальна, безпартійний  | 31.10.2010   | 25.10.2015      |
| Скочко Володимир Васильович | Сільський голова, 1956 року народження, освіта професійно-технічна, безпартійний | 25.10.2015   |                 |

Примітка: таблиця складена за даними сайту Верховної Ради України та ЦВК

### Депутати VII скликання
За результатами місцевих виборів 2015 року депутатами ради стали:

#### За суб'єктами висування
| Суб'єкт висування | Кількість обраних депутатів | %      |
| ----------------- | --------------------------- | ------ |
| Самовисування     | 12                          | 100.00 |

#### За округами
| № округу | Прізвище, ім'я, по батькові    | Ким висунуто  | Дата нар.  | Освіта              | Партійна приналежність | Відомості                        |
| -------- | ------------------------------ | ------------- | ---------- | ------------------- | ---------------------- | -------------------------------- |
| 1        | Єпанча Олександр Володимирович | Самовисування | 22.11.1988 | вища                | безпартійний           | Листоп. ЗШ, директор             |
| 2        | Лисенко Ярослав Вікторович     | Самовисування | 06.01.1986 | загальна середня    | безпартійний           | сільська рада, інструктор        |
| 3        | Руденко Мирослава Петрівна     | Самовисування | 22.05.1976 | професійно-технічна | безпартійна            | кафе «Калина», кухар             |
| 4        | Близнюк Раїса Володимирівна    | Самовисування | 05.06.1961 | професійно-технічна | безпартійна            | сільська рада, рахівник-касир    |
| 5        | Совенко Ольга Сергіївна        | Самовисування | 05.02.1971 | вища                | безпартійна            | сільська рада, секретар          |
| 6        | Бабенко Надія Миколаївна       | Самовисування | 18.08.1959 | вища                | безпартійна            | Приватний підприємець            |
| 7        | Карпенко Клавдія Анатоліївна   | Самовисування | 01.01.1975 | вища                | безпартійна            | сільська рада, землевпор.        |
| 8        | Круподер Наталія Олександрівна | Самовисування | 13.09.1977 | вища                | безпартійна            | сільська рада, бух гал           |
| 9        | Скочко Лідія Гнатівна          | Самовисування | 08.05.1958 | загальна середня    | безпартійна            | «Трайгон» Фар. Харків, бухгалтер |
| 10       | Норцов Олександр Васильович    | Самовисування | 02.11.1971 | професійно-технічна | безпартійний           | безробітний                      |
| 11       | Нетреба Сергій Анатолійович    | Самовисування | 02.11.1989 | вища                | безпартійний           | безробітний                      |
| 12       | Пулатов Абдулазіз Очилдійович  | Самовисування | 20.03.1956 | вища                | безпартійний           | безробітний                      |

## Населення
Згідно з переписом УРСР 1989 року чисельність наявного населення сільської ради становила 1565 осіб, з яких 707 чоловіків та 858 жінок.
За переписом населення України 2001 року в сільській раді мешкали 1544 особи.

### Мова
Розподіл населення за рідною мовою за даними перепису 2001 року:
| Мова       | Відсоток |
| ---------- | -------- |
| українська | 98,45 %  |
| російська  | 1,49 %   |
| молдовська | 0,06 %   |